# Kirill Alexejewitsch Safronow
Kirill Alexejewitsch Safronow (russisch Кирилл Алексеевич Сафронов; * 26. Februar 1981 in Leningrad, Russische SFSR) ist ein ehemaliger russischer Eishockeyspieler.

## Karriere
Kirill Safronow begann seine Karriere 1998 beim SKA Sankt Petersburg, wo er bis 1999 spielte. Beim NHL Entry Draft 1999 wählten ihn die Phoenix Coyotes in der ersten Runde an der 19. Stelle aus. Daraufhin ging er nach Nordamerika und verbrachte die Saison 1999/2000 bei den Québec Remparts, die ihn beim CHL Import Draft 1999 in der ersten Runde als 14. Spieler gezogen hatten. 
Danach absolvierte er 35 NHL-Spiele für die Phoenix Coyotes und Atlanta Thrashers. Die meiste Zeit in Nordamerika verbrachte er in der American Hockey League. 2004 kehrte er nach Russland zu Lokomotive Jaroslawl zurück, die er während der Saison 2004/05 Richtung Chimik Woskressensk verließ. Beim SKA Sankt Petersburg stand der Russe wieder von 2005 bis 2010 unter Vertrag – zunächst drei Jahre lang in der Superliga und ab der Saison 2008/09 in der neu gegründeten Kontinentalen Hockey-Liga. Zur Saison 2010/11 schloss er sich dem Ligarivalen Neftechimik Nischnekamsk an, ehe er im Januar 2011 innerhalb der KHL zum HK Sibir Nowosibirsk verpflichtet wurde, für den er bis Dezember 2012 spielte. Anschließend stand er bis November 2013 beim HK Jugra Chanty-Mansijsk unter Vertrag.
Ab Februar 2014 spielte er beim HKm Zvolen in der slowakischen Extraliga, ehe er im Juni 2014 von Amur Chabarowsk verpflichtet wurde.

### International
Zunächst spielte Safronow mit dem russischen Nachwuchs spielte Safronow zunächst bei der U18-Europameisterschaft 1998, wo die Bronzemedaille erreicht wurde, und der U18-Weltmeisterschaft 1999. Mit der russischen U20-Nationalmannschaft nahm Kirill Safronow an der Junioren-Weltmeisterschaft 1999, als das Team Weltmeister wurde, und der 2000, als man Vizeweltmeister wurde, teil.

## Erfolge und Auszeichnungen
- 2000 Trophée Raymond Lagacé
- 2002 Calder-Cup-Gewinn mit den Chicago Wolves
- 2004 Calder-Cup-Gewinn mit den Milwaukee Admirals

### International
- 1998 Bronzemedaille bei der U18-Europameisterschaft
- 1999 Goldmedaille bei der U20-Junioren-Weltmeisterschaft
- 2000 Silbermedaille bei der U20-Junioren-Weltmeisterschaft

## Karrierestatistik
(Legende zur Spielerstatistik: Sp oder GP = absolvierte Spiele; T oder G = erzielte Tore; V oder A = erzielte Assists; Pkt oder Pts = erzielte Scorerpunkte; SM oder PIM = erhaltene Strafminuten; +/− = Plus/Minus-Bilanz; PP = erzielte Überzahltore; SH = erzielte Unterzahltore; GW = erzielte Siegtore; 1 Play-downs/Relegation; Kursiv: Statistik nicht vollständig)